# Stenocercus stigmosus
Stenocercus stigmosus är en ödleart som beskrevs av  John E. Cadle 1998. Stenocercus stigmosus ingår i släktet Stenocercus och familjen Tropiduridae.
Artens utbredningsområde är Peru. Inga underarter finns listade i Catalogue of Life.